# Mariam Sarkissian
Pour les articles homonymes, voir Sarkissian.
Répertoire
Zanetto de Mascagni
La Belle Hélène d'Offenbach
Les Noces de Figaro de Mozart
 Opéra
 Musique de chambre
Mariam Sarkissian est une chanteuse lyrique (mezzo-soprano) et professeure de chant française d'origine arménienne née le 25 août 1979 à Moscou.

## Biographie
Elle s'installe à Paris en 1996, où elle étudie la flûte traversière et obtient le Premier prix de flûte au Conservatoire à rayonnement régional de Saint-Maur-des-Fossés.
Elle étudie le chant lyrique auprès d'Anna Maria Bondi à la Schola Cantorum de Paris et auprès de Daniel Ottevaere à l'École normale de musique de Paris, où elle obtient le Diplôme supérieur de concertiste. Elle est lauréate des auditions du Centre Français de Promotion Lyrique (actuellement Génération Opéra) et se fait remarquer lors des master class de June Anderson et d'Inva Mula.
Elle se produit à l'opéra avec succès, notamment dans les rôles travestis, tels que Cherubino dans les Noces de Figaro de Mozart, Zanetto dans Zanetto de Pietro Mascagni,,, Oreste dans La Belle Hélène d'Offenbach, ainsi qu'en concert de musique de chambre,,.
Après un grave accident de voiture et une auto reconstruction vocale, elle enregistre plusieurs CD de musique de chambre vocale, salués par la presse internationale,,,,. À la suite de l'accident et grâce à son expérience d'auto-rééducation vocale, elle crée une méthode d'enseignement de la technique vocale pour chanteurs et orateurs : la Méthode Sarkissian,,.
En 2015, elle reçoit l'Orphée d'Or Prix Victoria de Los Angeles de l'Académie du disque lyrique pour l'enregistrement du CD Tristesse des choses,.
En 2014 et 2015, ses albums sont présentés par Alain Duault sur Radio Classique dans l'émission Duault Classique,.
En 2017, elle est l'invitée de l'émission Classic Club de Lionel Esparza sur France Musique.

## Pédagogie
En 2018, Mariam Sarkissian décrit sa méthode d'enseignement et son travail avec les chanteurs lyriques dans son livre Je pense, donc je chante,, dont la deuxième édition paraît en 2023.
En 2019, elle enseigne le chant et la technique vocale à la Maison d'éducation de la Légion d'honneur de Saint-Denis.
À l'Atelier Sarkissian, elle forme et rééduque les voix de nombreux chanteurs et comédiens et forme également certains de ses élèves à l'enseignement de sa méthode.
Parmi ses élèves, on peut citer Julie Prayez, Claire Lefilliâtre,, Chloé Chaume,, Constance Malta-Bey, Dagmar Šašková, Ania Wozniak, Fanny Crouet, Damien Pass, Yoann Le Lan, Florian Bisbrouck, Philippe Brocard, Yves Vandenbussche, Xavier Flabat.
En 2021, Irène Candelier enseigne la Méthode Sarkissian au Conservatoire à rayonnement régional de Lille.
En 2022, la Méthode Sarkissian est enseignée aux comédiens à l'École supérieure d’art dramatique des Hauts-de-France par Mathieu Jedrazak.
En 2023, Mariam Sarkissian enseigne la technique vocale aux comédiens de l’École du Nord et de la KASK avec ses élèves Mathieu Jedrazak et Anne Freches, formés à l’enseignement de sa méthode,.

## Discographie
- Jacques Offenbach: Mélodies avec Fanny Crouet, Daniel Propper, Julian Milkis et Levon Arakelyan. Préface: Alain Duault[47]. CD Brilliant Classics 2018 - EAN 5028421956411

- Tigran Mansourian : Songs and instrumental music avec Julian Milkis, Anton Martynov, Daria Ulantseva, Musica Viva Moscow Chamber Orchestra, dir. Alexandre Roudine. Préface: Levon Akopyan (d)[48].CD Brilliant Classics 2017 - EAN 5028421954899

- Armenian composers : Art Songs and Piano Music by Romanos Melikian, Tigran Mansourian and Artur Avanesov. CD Brilliant Classics 2015 - EAN 5028421952444

- Tristesse des choses : César Cui and Piotr Ilitch Tchaïkovski French song cycles, avec Artur Avanesov. Préface: Mariam Sarkissian[49]. CD Suoni e Colori 2015 - EAN 3516162536426

- Léo Delibes : Jardin intime, duo avec Fanny Crouet. Avec Artur Avanesov. CD Suoni e Colori 2015 - EAN 3516162536129

- Jeunesse lointaine : romances de Iouri Chaporine et Gueorgui Sviridov sur des vers d'Alexandre Blok. CD Suoni e Colori 2014 - EAN 3516162535825

- Johann Sigismund Kusser: Two serenatas for the Dublin court. Avec Aura Musicale baroque orchestra, dir. Balázs Máté. Hungaroton Classic 2011 - EAN 5991813263322

## Œuvres
- Mariam Sarkissian, Je pense donc je chante: ou la louange du belcanto cognitif, Kirk publishing, 2018 (ISBN 978-2-905686-90-9)
- Je pense, donc je chante. Le Lys Bleu 2023 -  (ISBN 9791042211356)
- Les Chanteurs. Comédie en un acte. Le Lys Bleu 2023 -  (ISBN 9791042209018)